# Cheelandvadi, Kanakapura
Cheelandvadi là một làng thuộc tehsil Kanakapura, huyện Ramanagara, bang Karnataka, Ấn Độ.